# Facteur 4
 (août 2009).
 (janvier 2014).
Si vous disposez d'ouvrages ou d'articles de référence ou si vous connaissez des sites web de qualité traitant du thème abordé ici, merci de compléter l'article en donnant les références utiles à sa vérifiabilité et en les liant à la section « Notes et références ».
L'expression Facteur 4 désigne un objectif ou engagement écologique qui consiste à diviser par 4 les émissions de gaz à effet de serre d'un pays ou d'un continent donné, à l'échelle de temps de 40 ans (2050). Pour une majeure partie, il s'agit de diminuer fortement les consommations d'énergie fossile, mais aussi la consommation de produits dont la production engendre de fortes quantités de gaz à effet de serre (ex : viande). Il s'agit bien sûr aussi d'améliorer l'efficience des modes de production, c'est-à-dire produire autant de richesse en utilisant moins de matières premières et d'énergie, mais dans une moindre mesure, car cette efficience a augmenté de 35 % en 35 ans et il va être difficile de la multiplier par 4 en 40 ans...
En Europe, l'objectif correspond à la part équitable de cette collectivité dans le Facteur 2 au niveau de la planète (niveau arrêté par le G8).
En France, Facteur 4 désigne généralement l'engagement pris en 2003 devant la communauté internationale par le chef de l'État et le Premier ministre de « diviser par un facteur 4 les émissions nationales de gaz à effet de serre du niveau de 1990 d'ici 2050 ». Cet objectif a été validé par le « Grenelle de l'environnement » en 2007.

## Approche par secteurs
Pour Pierre Radanne, six secteurs doivent conjointement être mobilisés :
1. La qualité de la construction et les politiques urbaines
2. L’agriculture
3. L’eau et l’assainissement
4. L’énergie
5. La déforestation évitée
6. Les transports

## Pourquoi le «facteur 4»?
Les données accumulées par le Giec, le groupe intergouvernemental des experts étudiant l'évolution du climat sont admises par les États :
- la hausse de la température moyenne du globe a été de 0,6 °C durant le XXe siècle (1 °C en France),
- le Giec annonçait en 2000 une élévation de 1,5 à 2,5 °C pour la fin du XXIe siècle. Les nouvelles simulations donnent des valeurs à la hausse : le GIEC a annoncé début 2007 un réchauffement global de 1,1 à 6,4 °C, avec une forte probabilité pour 3 °C atteint voire dépassée, entraînant de graves impacts écologiques, sociaux et économiques.

L'effet de serre est nécessaire à la vie sur terre car il permet une température moyenne de +15 °C (contre -18 °C s'il n'existait pas), mais le « forçage anthropique du climat » est devenu très préoccupant, d'autant que la très forte consommation d'hydrocarbures fossiles par les pays développés qui ont « déstocké » plusieurs milliards de tonnes de gaz à effet de serre accumulés par la biodiversité dans la croûte terrestre durant des milliards d'années ne donne pas de signes de diminution.
Au début du vingtième siècle, les émissions mondiales étaient de 500 millions de tonnes d'équivalent carbone par an. Elles ont dépassé le milliard de tonnes entre les deux guerres et grimpent de façon vertigineuse depuis. Les deux milliards de tonnes ont été atteintes en 1950 puis, au cours des années 1990, les émissions annuelles dues aux combustibles fossiles ont atteint six milliards de tonnes. Entre 1990 et 2000 ces émissions ont été en moyenne de 6,4 milliards de tonnes d'équivalent carbone et elles ont atteint en valeur moyenne 7,2 milliards de tonnes entre 2000 et 2005. L’inertie thermique des océans et les phénomènes naturels de régulation permettent encore à la Terre de conserver des conditions propices à la vie. C'est ainsi qu'elle absorbe par le biais des océans de l'ordre de 2 milliards de tonnes d'équivalent carbone et environ 1,7 milliard de tonnes supplémentaires au moyen de la biosphère continentale. Mais l’écart entre émission anthropogénique et absorption naturelle est devenu trop important : actuellement, plus de trois milliards et demi de tonnes d'équivalent carbone ne sont plus absorbées et contribuent à augmenter fortement l'effet de serre.
Conserver le même niveau de consommation énergétique sans subir de réchauffement climatique nécessiterait d'utiliser simultanément les capacités de régulation (puits naturels de carbone) de deux planètes similaires à la Terre. C’est pourquoi la solution admise par la plupart des décideurs est de diviser par deux les émissions mondiales totales entre 1990 et 2050. Les pays en développement ont une marge de manœuvre réduite : leurs émissions ne peuvent que s'accroître. Ceci signifie que les pays riches doivent diviser par quatre à cinq leurs émissions en moins de cinquante ans, et d’un « facteur 9 » ou 10 s’ils veulent éviter à moyen terme un réchauffement de 2 à 3 °C.
Le facteur 4 est il envisageable ? Un terrien moyen émet une tonne d'équivalent carbone par an. Un Américain en émet environ 6,8 tonnes, un Européen de l'ordre de 3,2 tonnes en moyenne, un Français 2,5 tonnes et un Indien seulement 300 kg. Pour ne pas dépasser les possibilités de régulation planétaire, il faudrait donc ramener la moyenne mondiale d'émission annuelle à 500 kg par habitant, soit moins du double de la consommation unitaire des habitants d'un pays en émergence comme l'Inde.
Tenir cet objectif permettrait de limiter à une valeur proche de 550 parties par million (ppm) la concentration de dioxyde de carbone dans l'atmosphère, contre 415 ppm actuellement et 280 ppm avant l'ère industrielle, c'est-à-dire contenir le réchauffement climatique à environ trois degrés. Les moyens techniques existent, mais limiter l’élévation globale des températures implique des mesures très volontaristes et urgentes, à mettre en œuvre dès les premières décennies du XXIe siècle.

## Objectif: efficience écologique
L'ensemble des réflexions issues des partisans du Club de Rome visaient à assurer aux hommes du XXIe siècle un niveau de vie correct, sans épuiser les ressources limitées de la Terre. Il s'agit, en principe, de produire davantage à échelle mondiale, tout en consommant beaucoup moins de ressources. Pour ce faire, il faut multiplier l'efficience écologique de l'utilisation actuelle d'énergie et de ressources.
Selon ses  auteurs, les technologies existent, mais il faut les développer et les diffuser pour limiter l'appel aux ressources pas, peu, difficilement ou coûteusement renouvelables, et notamment utiliser moins d'eau, d'énergie ou de matières premières pour une production ou un service et bien-être équivalent à ceux permis par des produits, techniques ou services antérieurs.
Autrement dit, le 'consommateur final' ne verra pas de différence entre les deux produits, seul le 'mode de production' dudit produit aura changé. Le terme 'mode de production' lui-même doit être pris au sens (très) large du terme, comme la production d'énergie, de biens, de services, etc. À titre d'exemple, on peut ainsi améliorer la méthode de production d'énergie qui sera utilisée dans une voiture (que ce soit du pétrole, du gaz, de l'essence, de l'hydrogène, etc.), on peut améliorer les méthodes et moyens de production de cette voiture (procédés industriels, prise en compte du cycle de vie de la voiture, en particulier son recyclage en fin de vie), et les services qu'elle rend (souplesse de conduite, consommation aux 100 km, coût d'utilisation), sans que le consommateur final ne voie de différences notables entre la voiture 'normale' et la voiture 'facteur 4'.
L'origine du terme facteur 4 est l'objectif fixé lui-même : il faut améliorer d'un facteur 4 les modes de productions en multipliant par 4 l'efficience des modes de productions, c'est-à-dire produire autant de richesse en utilisant quatre fois moins de matières premières et d'énergie.

## Utilisation «française» de la notion de «facteur 4»
Le terme « Facteur 4 » est utilisé en France avec un sens différent de celui défini dans les années 1990 par les experts du Club de Rome.
Il y qualifie maintenant l'engagement pris en 2003 devant la scène internationale par le Chef de l'État et le Premier ministre de diviser par 4 les émissions nationales de gaz à effet de serre d'ici 2050. Cet objectif traduit l'effort que les pays industrialisés doivent accomplir ensemble pour que les émissions actuelles soient divisées par 2 au niveau de la planète (les pays en développement ne pouvant faire autrement que d'augmenter leurs niveaux actuels d'émission), les ramenant ainsi de plus de 7 milliards de tonnes d'équivalent carbone (MdteqC) à 3,7 milliards de tonnes d'équivalent carbone, ce qui correspond à la capacité maximale annuelle d'absorption par les océans et la biosphère. Ceci implique d'engager immédiatement des efforts importants pour réussir à réduire de 75 % les émissions totales de gaz à effet de serre de la nation en moins de cinquante ans. Le Grenelle de l'environnement a confirmé ces objectifs et proposé de nombreuses pistes de mises en œuvre.
Application du « Facteur 4 » en France : La situation géographique de la France (partie sud notamment) l'expose plus au réchauffement que nombre des pays voisins. La canicule estivale de 2003 a causé 15 000 pertes humaines en quelques semaines. Le bilan le plus lourd en Europe a été atteint en Italie avec plus de 25 000 personnes. Ceci montre le danger que constitue le réchauffement minimal de 1 à 2,5 °C et un éventuel réchauffement de 6 °C, qui aurait des conséquences climatiques, environnementales et humaines catastrophiques. À titre d'illustration : entre la valeur de la température moyenne du globe lors de la dernière glaciation, il y a 20 000 ans, et la température actuelle, l'écart n'a été que de 4 à 6 °C.
La France vise à diviser par quatre d’ici 2050 ses émissions. Cet objectif a été successivement inscrit dans sa « Stratégie nationale de développement durable » en juin 2003, dans son « Plan climat » de juillet 2004 puis dans la « Loi de programme fixant les orientations de sa politique énergétique »  en juillet 2005, avec confirmation en 2007 dans le Grenelle de l'environnement.
Réaliser le « Facteur 4 » consiste en France, à réduire de 75 % en 45 ans (soit 3 points par an d'ici 2050) les émissions de gaz à effet de serre du pays. Deux grands secteurs en France ne sont pas encore[Quand ?] parvenus à faire décroître leurs émissions : le secteur des transports (très dépendant des hydrocarbures, avec une aggravation liée à la périurbanisation) et celui du bâtiment, notamment du fait de la croissance continue du parc bâti, et de l'apparition régulière d'usages énergétiques nouveaux (ordinateur, sèche-linge, climatiseur, grands écrans plats, veilles, etc.) et en raison du nombre globalement croissant d'appareils électriques ou consommant une énergie fossile.
Il existe quelques solutions envisagées pour réduire les émissions issues du secteur du transport : en plus de la réduction globale de la consommation d'énergie qui passe par un changement de mentalité et une meilleure gestion logistique de la fonction de transport routier, les émissions peuvent être réduites grâce à l'utilisation de sources d'énergies non polluantes ou faiblement polluantes. Dans ce domaine on peut déjà voir l'application des énergies alternatives à la question des transports et notamment un développement prometteur du véhicule électrique (que ce soit les véhicules individuels ou les véhicules routiers de transport de marchandises ou de personnes). Si les solutions sont en partie limitées dans le secteur des transports pour des raisons technologiques (autonomie, coût environnemental de la production d'électricité) ou financières (investissement, infrastructure), le secteur du bâtiment semble déjà constituer une des clés pour ce défi environnemental, car il offre d'importantes possibilités d'évolutions à court et moyen terme.

## «Facteur 4» et secteur du bâtiment
Les bâtiments peuvent utiliser de nombreuses sources d'énergie, dont les énergies renouvelables. Ces énergies peuvent être combinées et le cas échéant, être modifiées plusieurs fois sur la durée de vie des immeubles. Dans les pays développés, le secteur du bâtiment, où beaucoup d'énergie est gaspillée, est l'un des secteurs économiques les plus favorables pour la réalisation du « Facteur 4 ». Le facteur 4 restera cependant beaucoup plus facile à atteindre dans le bâtiment neuf que via la rénovation. L'amélioration des performances énergétiques des bâtiments peut être programmée sur plusieurs années, augmentant la valeur patrimoniale du bien. Le bâtiment ancien peut aussi bénéficier de la production de maisons neuves énergétiquement positives construites à proximité.
Le comportement et les besoins des occupants des bâtiments est relativement stable dans le temps. L'évolution de leurs besoins se fait généralement sur des cycles longs, sans coupure brutale, et elle peut être raisonnablement anticipée. La sensibilisation peut aussi favorablement modifier les comportements.

### En France
Le secteur du bâtiment consomme actuellement 68,2 millions de tonnes d'équivalent pétrole, soit 42,5 % de l'énergie finale totale[réf. nécessaire]. C'est chaque année plus d'une tonne d'équivalent pétrole consommée par habitant. Il génère parallèlement 123 millions de tonnes de CO2, soit 23 % des émissions nationales[réf. nécessaire]. Ceci correspond à 33,5 millions de tonnes de carbone, soit une demi-tonne de carbone libérée chaque année dans l'atmosphère par chaque habitant.
Parmi les différents gaz à effet de serre émis par les bâtiments, le CO2 représente le gaz majoritaire à hauteur de 96 % en raison du contenu élevé en carbone des combustibles fossiles consommés pour le chauffage ainsi que de l'électricité utilisée lors des périodes très froides.
L’énergie est consommée pour deux tiers dans les logements et pour un tiers dans le secteur tertiaire. Cette proportion reste sensiblement constante depuis vingt ans.
On compte actuellement en France 30,7 millions de logements, dont 25,8 millions de résidences principales, 3 millions de résidences secondaires et 1,9 million de logements vacants.
Les résidences principales représentent une surface d'environ 2,65 milliards de mètres carrés, à comparer aux 850 millions de mètres carrés de surface chauffée du secteur tertiaire[réf. nécessaire].
Ces 3,5 milliards de mètres carrés chauffés seront tous à traiter pour parvenir au Facteur 4.
Il existe en France un programme national de soutien à la R&D et aux bâtiments démonstrateurs, avec des incitations aux travaux d'économies d'énergie, des exigences réglementaires renforcées, des campagnes de communication auprès du grand public et d'actions de formation auprès des professionnels (ADEME, collectivités…).
Terminologie : Les bâtiments dits « anciens » (construits avant 1975, date de mise en place de la première réglementation énergétique) et récents sont, dans leur globalité, qualifiés de « bâtiments existants », constituant le stock actuel de bâtiments où existe toujours un gisement d'économies d'énergie, très rentables pour les plus faciles à faire.
Les bâtiments neufs sont ceux construits au cours de l'année écoulée. Ils représentent le flux annuel de construction.
La valeur moyenne sur la période 1990-2002 a été de 300 000 logements par an et de 12,4 millions de mètres carrés de bâtiments tertiaires chauffés. Ces dernières années, la construction de logements a continué à croître fortement avec 410 000 mises en chantier en 2005.
Poids important des bâtiments existants : le taux de renouvellement des bâtiments anciens par des bâtiments neufs est inférieur à 1 % par an. Sans effort supplémentaire réalisé, ce faible taux, associé au rythme actuel des réhabilitations n'entraînerait un relèvement des performances énergétiques de la totalité des bâtiments construits avant 1975 que dans plus d'un siècle (Les bâtiments construits avant les réglementations thermiques pourraient constituer entre 60 et 75 % du parc en 2050).
On constate cependant une réduction régulière de la consommation totale de ce parc ancien (diminution de 49 % par mètre carré et de 28 % par logement de 1973 à 2005, grâce au renouvellement des chaudières dont la durée de vie est très inférieure à celle du bâti, et grâce aux travaux d'isolation thermique. La Sofres mesure annuellement le taux de réalisation et d'investissements en maîtrise de l'énergie par les ménages. Ceux-ci concernent une part relativement stable de 11 à 12 % des ménages qui investissent en moyenne 25 euros par mètre carré de surface habitable.
Même si ce rythme d'investissement représente un montant de l'ordre de 125 €/m2 investis en moyenne par logement d'ici 2050, ces améliorations sont cependant très insuffisantes pour placer le secteur du bâtiment sur la trajectoire du « Facteur 4 », qui nécessiterait au moins 200 €/m2 pour des bâtiments relativement faciles à traiter et plus de 400 €/m2 pour des bâtiments plus délicats à réhabiliter ou nécessitant une intégration forte d'énergies renouvelables. Rapporté au parc total chauffé de 3,5 milliards de mètres carrés, ceci correspondra à un investissement total cumulé d'ici 2050 de l'ordre de 1 000 milliards d'euros afin de réduire au plus près du « Facteur 4 » les consommations énergétiques totales de tous les bâtiments en service. Les deux tiers de cet investissement concerneraient les ménages pour des montants qui seraient au moins de 20 000 € et pourraient dépasser les 40 000 €, à investir dans leurs logements en trois à quatre décennies[réf. nécessaire].
Pour une amélioration énergétique de l'ensemble des constructions, de nombreuses mesures nouvelles ont été élaborées en France, principalement sous l'impulsion de la « Directive européenne sur la performance énergétique des bâtiments (DEPEB) ». Le Grenelle de l'environnement a proposé fin octobre 2007 d'aller plus loin et plus vite, tout en développant l'approche HQE. La réglementation énergétique des bâtiments neufs et existants devrait être encore améliorée et fiscalement soutenue, et le diagnostic énergétique des bâtiments (DPE) développé, avec visites périodiques des chaudières et des équipements de climatisation, soutiens financiers (crédits d'impôts) aux investissements de maîtrise de l'énergie, certificats d'économies d'énergie, maisons énergétiquement positive, etc.
Ceci nécessitera des efforts organisationnels, technologiques et financiers très importants et rapides.
Réglementations énergétiques : leurs exigences évoluent régulièrement et elles sont réputées pour accélérer la recherche sur les matériaux et composants, les équipements et sur la conception d'ensemble, ce qui permet ensuite de fixer de nouvelles exigences afin de limiter le réchauffement climatique et d'anticiper l'épuisement des sources d'énergie traditionnelles.
Leur rythme de parution s'est accéléré aux États-Unis, en Europe et en France (et dans de nombreux pays), mais essentiellement pour le bâtiment neuf et depuis la fin des années 1990. Des exigences règlementaires sont en cours pour les bâtiments existants.
En France, douze ans se sont écoulées entre la règlementation thermique 1988 (RT 1988) et la RT 2000. Un écart de cinq années a séparé la publication de la RT 2000 de celle de la RT 2005 qui a mis en place un renforcement de 15 % des exigences sur les bâtiments neufs en France. Les pouvoirs publics ont déjà annoncé la RT 2010 et un nouveau saut d'au moins 15 %, que le grenelle de l'Environnement veut encore dépasser à moyen terme.
Le « Facteur 4 » ne semble cependant pas pouvoir être atteint pour tous les bâtiments existants pour des raisons économiques ou techniques[réf. nécessaire]. En compensation, la totalité des bâtiments neufs doit devenir très faiblement énergivore ou énergétiquement positif en termes de bilan global. Dans l'avenir, les concepteurs de bâtiments neufs devraient continuer à pousser les performances énergétiques en mettant en application les résultats de la recherche et en intégrant très fortement les énergies renouvelables, locales, propres et sûres.
Cependant, sauf à développer de nouvelles méthodes d'isolation du bâtiment ancien, même en admettant qu'ils parviennent au facteur 7 à 8 (c'est-à-dire 7 à 8 fois moins d'émissions de gaz à effet de serre qu'un bâtiment de même configuration construit en 2000), il ne sera tout de même pas possible de boucler le bilan du fait du poids très faible du flux par rapport à celui du stock.

## Bâtiments à énergie positive
Pour ce faire, il est nécessaire qu'une grande partie des bâtiments neufs soient encore plus performants en n'étant plus consommateurs d'énergie mais producteurs nets d'énergie grâce à une très forte intégration dès leur conception de moyens de production d'énergie renouvelable. Ceci ne pourra être atteint que par des efforts importants en matière de R&D et d'expérimentation.
C'est l'objet du PREBAT, le Programme national de Recherche et d'expérimentation sur l'Énergie dans les Bâtiments lancé en 2005 en France et mis en place dans sa première phase jusqu'en 2009, puis reconductible ensuite.
La France a depuis annoncé que tous les nouveaux bâtiments construits à partir de 2020 seront à énergie positive.

## Facteur 4 et modes de vie
Les modes de vie font partie des facteurs qui pèsent sur le réchauffement climatique. Certains modes de vie sont sobres. D'autres ne le sont pas. Le Club d’Ingénierie Prospective Énergie et Environnement (CLIP) a consacré le numéro 21 de ses Cahiers aux Modes de vie et empreinte carbone. Cinq scénarios ont été étudiés. Concernant le scénario qui prolonge les tendances actuelles les émissions de carbone restent très éloignées de l'objectif Facteur 4. Trois autres scénarios s'en approchent. Dans ces derniers scénarios le refus du productivisme et du consumérisme permettent une libération pour du temps libre et des activités conviviales avec une grande qualité de vie. L'étude se termine sur des préconisations planifiées afin d'y parvenir en 2050.